# 云南大学出版社
云南大学出版社（英語：Yunnan University Press），是中华人民共和国的一个出版社，位于云南省昆明市。

## 历史
1988年2月11日成立，位于昆明市翠湖北路52号云南大学校内，隶属于云南大学，是云南省唯一的高校出版社。出版范围主要包括有高等学校教材、教学参考书、学术专著、译著、工具书、古籍等图书。